# Dependoparvovirus
Dependoparvovirus (ehemals: Dependovirus, Adeno-associated virus group, AAV) ist ein Genus der Parvoviridae, einer Familie von DNA-Viren, Unterfamilie Parvovirinae. Bekannteste Vertreter der Dependoparvoviren sind das Adeno-assoziierte Virus (AAV) A und B. Die Replikation der Dependoparvoviren ist von einer Koinfektion mit einem Helfervirus abhängig, woher auch der Name stammt. Als Helferviren werden Adenoviren oder Herpesviren verwendet.

## Eigenschaften

### Virion

Schemazeichnung eines Virusteilchens von Dependoparvovirus (Querschnitt und Seitenansicht)

Die Virionen (Virusteilchen) der Gattung Dependoparvovirus besitzen ein unbehülltes ikosaedrisches Kapsid von etwa 22 nm Durchmesser. Das Kapsid ist aus den drei Kapsidproteinen VP1–3 aufgebaut und besteht aus 60 Proteinen mit einer Triangulationszahl von eins. Jedes Kapsid besitzt fünf VP1-Proteine, fünf VP2-Proteine und 50 VP3-Proteine. Darin befindet sich die einzelsträngige virale DNA.

### Genom
Das DNA-Genom ist einzelsträngig von 4,7 Kilobasen (Kb) Länge mit unterschiedlicher Polarität und besitzt zwei offene Leseraster. Am 3'-Ende befindet sich das Gen cap für die Kapsidproteine, welches durch alternatives Spleißen die Proteine VP1 oder VP2 und VP3 ergibt. Das zweite Gen rep codiert für die replikationsrelevanten Proteine. Durch alternatives Spleißen entstehen entweder Rep78, Rep68, Rep52 oder Rep40, wobei die Nummerierung nach der elektrophoretischen Mobilität erfolgt. Aus dem Genom werden sechs mRNA gebildet (4,2 Kb, 3,9 Kb, 3,6 Kb, 3,3 Kb, 2,6 Kb und 2,3 Kb Länge), die alle einen Poly-A-Schwanz tragen.
Die an den Enden des Genoms befindlichen Inverted Repeats von etwa 145 Basen bilden aufgrund der palindromischen DNA-Sequenz der ersten 125 Basen eine T-förmige Sekundärstruktur. Das inverted repeat dient sowohl als Ausgangspunkt der Replikation als auch für die Insertion der viralen DNA in die DNA des Wirtes auf Chromosom 19. Die komplementären Bereiche des inverted repeats besitzen eine freie Hydroxygruppe am 3'-Ende für die Replikation. Das 3'-Ende wird als Primer für die Synthese des leading strand verwendet, anschließend werden doppelsträngige Übergangsformen gebildet.
Dependoparvoviren sind für sich replikationsdefizient, d. h., sie benötigen ein Helfervirus. Die zur Replikation notwendigen Proteine der Adenoviren wurden identifiziert und werden zur Herstellung von dependoviralen Vektoren verwendet. Weiterhin kann eine Replikation der Dependoparvoviren auch durch UV-Strahlung, Cycloheximid, Aphidicolin, Topoisomeraseinhibitoren, Hydroxyurea und verschiedene chemische Karzinogene ausgelöst werden.
Die Insertion der viralen DNA erfolgt auf Chromosom 19 bevorzugt in Troponin-Gene. Die enthaltenen Gene werden daher verstärkt in Muskelzellen abgelesen. Durch die Insertion und die genetische Repression entsteht die Viruslatenz und die persistente Infektion. Deshalb werden Dependoparvoviren als virale Vektoren in der Gentherapie verwendet, wo eine längerfristige Genexpression der DNA des rekombinanten Proteins im Vektor ohne eine Produktion viraler Proteine erwünscht ist. Daneben können die Genome mancher AAV auch als Episom vorliegen.

### Proteom
Das Proteom der Dependoparvoviren umfasst unter anderem die drei im Virion vorkommenden strukturellen Proteine VP1–3 und die nicht strukturellen Proteine und Helicasen Rep78, Rep68, Rep52 oder Rep40. Rep78 ist eine Helicase und ein Repressorprotein am rep bindig element (RBE) im p5-Promotor, wodurch die Herstellung von Rep78 und Rep68 in Abwesenheit eines Helfervirus weitestgehend eingestellt wird und stattdessen die Insertion erfolgt. Rep52 ist ein Repressor am p19-Promotor, welcher die Genexpression von Rep52 und Rep40 kontrolliert.

## Replikationszyklus
Nach der Adsorption der Virionen an die Zellmembran erfolgt die Einstülpung per Endocytose. Während der Reifung des Endosoms zum Lysosom erfolgt die Penetration der Endosomenmembran und die Freisetzung des Genoms ins Zytosol. Das virale Genom wird in den Zellkern importiert, woraufhin die Genexpression der rep-Gene erfolgt und die Replikation des viralen Genoms über eine doppelsträngige DNA-Zwischenstufe eingeleitet wird. Durch Genexpression der cap-Gene werden die Komponenten des Virions vervollständigt. Danach erfolgt die Bindung der einzelsträngigen DNA positiver oder negativer Polarität an die Kapsidproteine, wodurch sich die Virionen zusammenfügen. Dependoparvoviren verlassen die Zelle nach deren Zerstörung durch die lytischen Helferviren.

## Systematik
Zur Gattung Dependoparvovirus gehören mit Stand 1. April 2024:
- Spezies Dependoparvovirus anseriform1 (früher Anseriform dependoparvovirus 1) mit Muscovy duck parvovirus; Barbarie duck parvovirus (DPV)
- Spezies Dependoparvovirus avian1 mit Avian adeno-associated virus
- Spezies Dependoparvovirus avian2 mit Avian adeno-associated virus BR_DF12
- Spezies Dependoparvovirus carnivoran1 mit Feline dependoparvovirus
- Spezies Dependoparvovirus chiropteran1 (früher Chiropteran dependoparvovirus 1) mit Bat adeno-associated virus
- Spezies Dependoparvovirus chiropteran2 mit Desmodus rotundus dependoparvovirus
- Spezies Dependoparvovirus mammalian1 (früher Adeno-associated dependoparvovirus B) mit Adeno-associated virus 5  (AAV52, Adenoassoziiertes Virus 5)
- Spezies Dependoparvovirus pinniped1 (früher Pinniped dependoparvovirus 1) mit California sea lion adeno-associated virus 1
- Spezies Dependoparvovirus primate1 (früher Adeno-associated dependoparvovirus A) mit Adeno-associated virus 2 (AAV2, Adenoassoziiertes Virus 2), sowie 1, 3 und 4
- Spezies Dependoparvovirus rodent1 mit Murine adeno-associated virus 1
- Spezies Dependoparvovirus rodent2 mit Murine adeno-associated virus 2
- Spezies Dependoparvovirus squamate1 (früher Squamate dependoparvovirus 1) mit Snake adeno-associated virus
- Spezies Dependoparvovirus squamate2 (früher Squamate dependoparvovirus 2) mit Bearded dragon parvovirus

## Wirtsspektrum
Dependoparvoviren kommen in verschiedenen Wirbeltieren vor. Sie sind dabei vor allem von der Anwesenheit eines Helfervirus abhängig. Es gibt keine mit Dependoparvoviren assoziierten Infektionskrankheiten, wobei Antikörper bei einer Infektion gebildet werden. Mehr als 90 % der Erwachsenen sind AAV-seropositiv, d. h., sie waren oder sind mit AAV infiziert.

## Gentherapie
Verschiedene Dependoparvoviren integrieren ihre virale DNA in das Genom ihres Wirts, bevorzugt in Chromosom 19, was die Wahrscheinlichkeit verringert, in einen wichtigen Bereich einzudringen, der die normale Genfunktion stören oder das Krebsrisiko erhöhen könnte. Daher werden Dependoparvoviren wie das AAV in der Gentherapie als viraler Vektor eingesetzt,
Als virale Vektoren verwendete Dependoparvoviren besitzen eine relativ geringe DNA-Verpackungskapazität. Die Adeno-assoziierten viralen Vektoren haben eine maximale DNA-Länge von acht Kilobasen (einzelsträngig), die noch in Virionen verpackt werden können. Bei der Verwendung selbst-komplementärer DNA sinkt die maximale Länge eines Transgens auf fünf Kilobasen, bei Längen darüber sinkt der Virustiter.
Derzeit wird daran gearbeitet, die Menge an Informationen zu erhöhen, die dieser Vektor liefern kann. Dies kann durch die ITRs (englisch inverted terminal repeats) erreicht werden, die sich sowohl am 5'- als auch am 3'-Ende des Genoms befinden. Da die ITRs dieselbe Sequenz haben, bleiben nach ihrer Entfernung komplementäre Stränge frei. Die komplementären Stränge können rekombinieren und zwei 5-kb-insertierte Fragmente miteinander verbinden.
Wie bei allen viralen Vektoren entstehen im Rahmen einer angeborenen und einer adaptiven Vektorimmunität Antikörper gegen die viralen Proteine (in diesem Fall gegen Kapsidproteine). Daher kann man zur Vermeidung eines vorzeitigen Abbaus des Vektors oder überschießender Immunreaktionen einen Serotyp pro Patienten nur einmal einsetzen, so dass fortlaufend neue Serotypen entwickelt werden. Jedoch wurden Insertionen von AAV-Vektoren auch in transkriptionsaktiven Bereichen des Genoms außerhalb der Troponingene gefunden, was zur Entstehung von Tumoren beitragen kann.